# تیم ملی والیبال زنان کوبا
تیم ملی والیبال زنان کوبا تیم ملی والیبال زنان کشور کوبا است.